# 1987년 일본 수도권 대정전
1987년 7월 23일 일본 수도권 대정전(일본어: 1987年7月23日首都圏大停電 센큐햐쿠하치쥬나나넨시치가츠니쥬산니치슈토켄다이테이덴[*])은 1987년(쇼와 62년) 7월 23일 일본 수도권에서 발생한 대규모 정전이다. 도쿄도 등 6도현 280만 가구(공급차질전력 816.8만 킬로와트)에 전력공급이 정지되었다.
당시 폭염 때문에 급속히 전력 수요가 증가되면서 수요 성장이 1인당 40만 kWh였던 것으로 알려졌다.
전력수요 성장과 더불어 무효전력도 급속히 성장했고, 전력회사들은 변전소에 설치된 전력용 콘덴서를 차례로 투입해 무효전력을 억제했다.
오후 1시 07분, 전력용 콘덴서 전량을 투입했으나 무효전력의 성장을 따라잡지 못하고 기간계통 변전소의 모선전압이 저하했다(50만 볼트 → 37만-39만 볼트). 부족전압계전기(UVR) 동작으로 오후 1시 19분경 기간계 변전소가 정전되고, 부하 변전소들이 정전되었다(관동 중앙부: 토요시마・케이호쿠・북도쿄・타마・아게오・이케가미 변전소, 관동 남서부: 사사메・북사가미・신하다노・신후지 변전소에서 정전 발생). 일본 국회의사당이 있는 지요다구 나가타초에서도 정전이 발생해 예산위원회를 개최할 수 없었다.
또한 기간계 번젼소의 릴레이 동작으로 부하가 급감하면서 발전기 회전속도가 증가하여 상용전원주파수 상승이 발생했기 때문에 카와사키 화력발전소 6호기, 카시마 화력발전소 4호기와 6호기의 주파수상승계전기(OFR)가 작동, 전원이 탈락되었다.
이에 따라 정전지역은 시즈오카현 동부, 가나가와현 서부, 야마나시현 중앙부, 사이타마현 남부, 도쿄도 다마구, 아리카와구, 아다치구, 분쿄구, 기타구 일대까지 번졌고 간토 중심부 일대는 약 30분만에 복구되었으나 간토 남서부 일원 지역은 완전히 복구될 때까지 3시간 21분이 소요되었다. 탈락한 발전기들은 카시마 6호기는 정전 발생 후 약 1시간 20분, 카시마 4호기는 약 1시간 30분, 카와사키 6호기는 약 1시간 50분만에 재가동되었다.
대정전의 원인은 무효전력의 급증을 콘덴서 투입으로 대처했지만 전량을 투입했음에도 불구하고 무효전력수요에 대응하지 못했기 때문이다. PV곡선상의 동작점이 불안정해의 영역에 전이하여 전압붕괴(계통 전체에서 전압을 유지할 수 없는 상태)에 이른 것이다. 에어컨은 전압이 떨어져도 냉각기능이 저하되지 않도록 제어하기 때문에 전압이 떨어진 분전류각 증가하고 그것이 다시 전압저하를 초래하는 악순환이 있었다고 한다.
통상의 정전과 달리 전기사고(합선, 접지 등)가 발단이 아니었음이 특징적이다. 순전히 전력수요 상승에 의한 대정전으로, 최대 요인은 전력계통 중부하에 발생하는 무효전력 발생예측을 잘못해서 콘덴서 증설을 태만히 한 것이다.

## 같이 보기
- 9·15 대한민국 대규모 정전 사건